# Lil·liengofka
Lil·liengofka (en rus: Лиллиенгофка) és un poble de l'óblast de Tomsk, a Rússia, que el 2012 tenia 29 habitants.

## Història
Fundat el 1905. El 1926 constava de 95 llars, la població principal eren els estonians. Com a part del consell del poble de Medodatsky del districte de Zachulymsky del districte de Tomsk a la regió de Sibèria.
Segons la Llei de l'oblast de Tomsk de data 10 de setembre de 2004 núm. 204-OZ "En concedir l'estatus de districte municipal, assentament rural i establir els límits de les entitats municipals al territori del districte de Pervomaisky, el poble va passar a formar part de l'assentament rural de Kuyanovskoye.